# Plaça Nova (Barcelona)
La plaça Nova és un espai del barri Gòtic de Barcelona davant l'antiga Porta Praetoria de la muralla romana, que donava pas al decumanus (actual carrer del Bisbe), i on conflueixen els carrers de la Palla, dels Boters, dels Arcs i dels Capellans. Ha dut aquest nom des de la seva creació a mitjans del segle xiv fins a l'actualitat, excepte un curt període en què es va canviar pel de Vázquez de Mella a la mort d'aquest polític el 1928. Va ser una plaça tancada, típicament medieval, fins a la dècada del 1940, quan aprofitant les destrosses causades pels bombardeigs de la Guerra Civil es va obrir l'avinguda de la Catedral.

## Història
La Vilanova dels Arcs o dels Arcs antics està documentada a finals del segle x, pocs anys després de l'escomesa d'Almansor el 985. Englobada per la nova muralla del segle xiii, s'hi establiren ràpidament i en gran nombre obradors i tallers, sobretot al voltant del mercat que s'havia originat a l'exterior de la Porta Bisbal. Això va provocar que s'urbanitzessin els carrers confluents, anomenats posteriorment del Bou de la Plaça Nova i de la Corríbia (que pel que sembla, és el que apareix citat com a Via Transcivitatem).
Salvador Claramunt creu que no va ser primer el mercat, sinó que la plaça Nova (que ben aviat es convertiria en un animat mercat) es va formar quan el Consell de Cent va decidir canalitzar les aigües de la serra de Collserola fins a la plaça de Sant Jaume. El 30 d'octubre del 1355 es començaren a enderrocar les cases que hi havia al davant de la porta, i l'abril del 1358 la plaça ja era acabada.

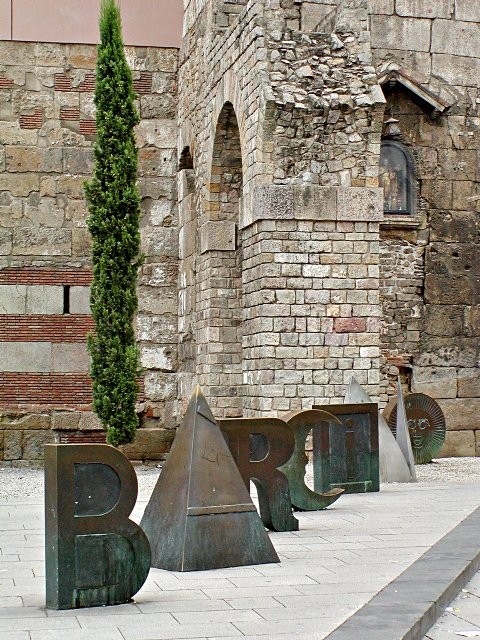
Poema visual Bàrcino de Joan Brossa, i arcada reconstruïda de l'aqüeducte romà, amb la capella de Sant Roc a la dreta

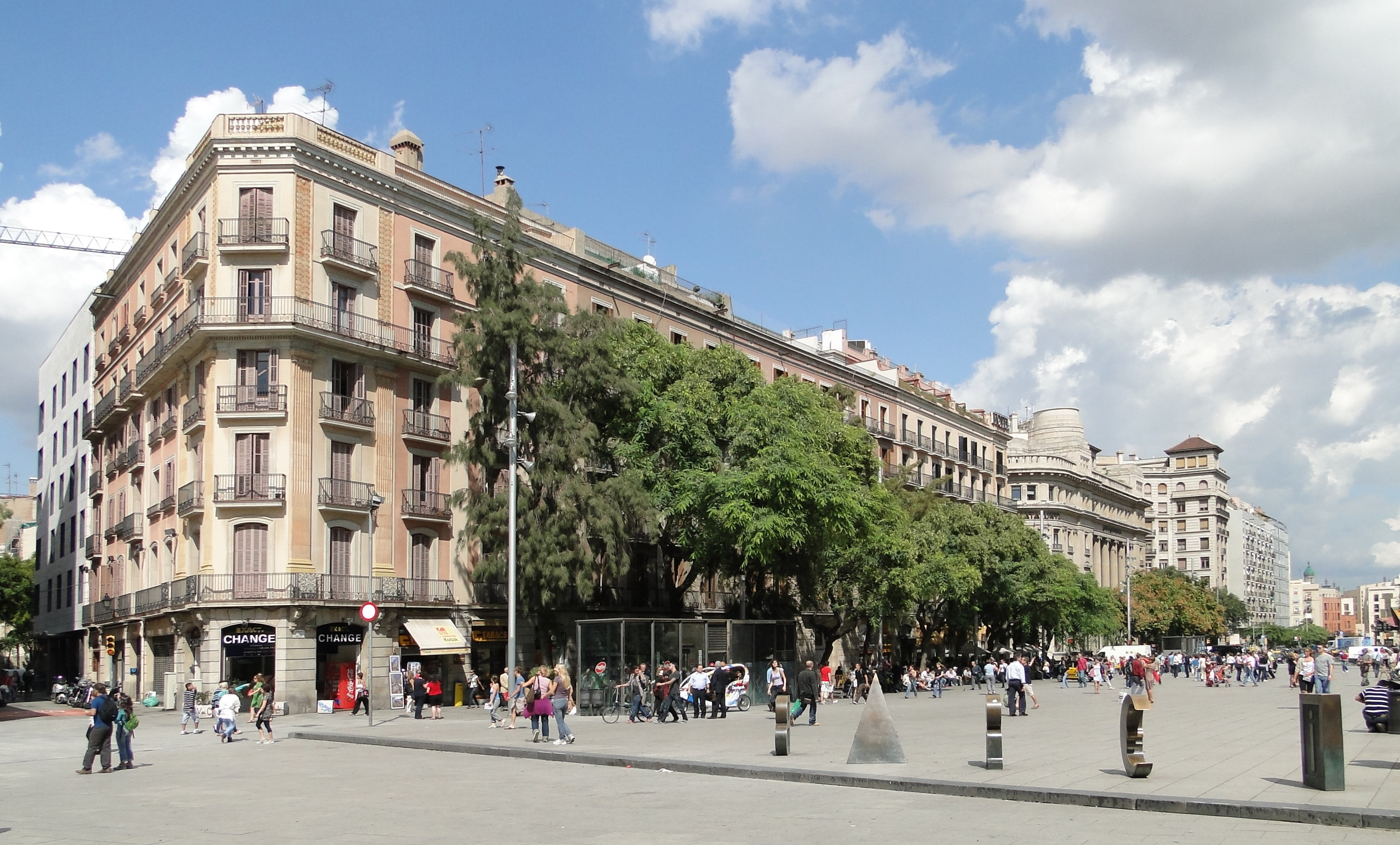
Les lletres de Joan Brossa, més enllà de les quals s'obre l'Avinguda de la Catedral

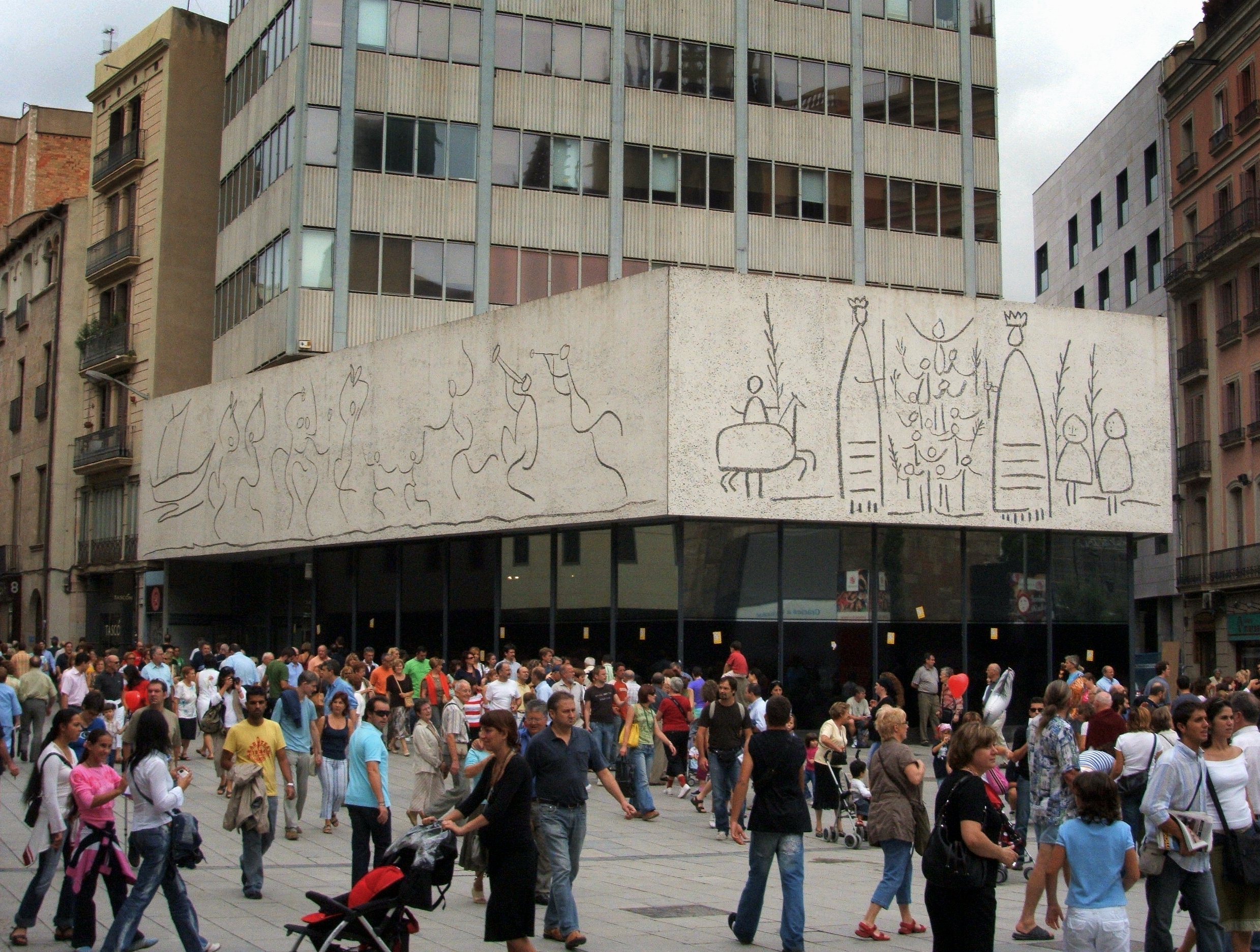
La seu del Col·legi d'Arquitectes amb el fris de Picasso, a la cantonada amb el carrer dels Arcs; el frontal amb els gegants és el que dona a la plaça Nova

El 1823, durant el Trienni Liberal, l'Ajuntament de Barcelona va fer enderrocar el pont que comunicava les dues torres, i també va fer retirar la imatge de Sant Roc que hi havia a la capelleta.
Durant la Guerra Civil, la zona va ser castigada pels bombardeigs, i el 1941, el primer ajuntament franquista, comandat per Miquel Mateu, va impulsar el Pla Vilaseca del 1934 (lleugerament modificat pel seu autor) per a l'obertura de l'avinguda de la Catedral, el que suposà l'enderrocament de gran quantitat d'edificacions i la supressió dels carrers de la Corríbia, del Bou de la Plaça Nova, de Sallent i part dels carrers dels Capellans, dels Sagristans i dels Arcs. No obstant això, la seu del Gremi dels Sabaters, originàriament al carrer de la Corríbia, es reconstruí en part a la plaça de Sant Felip Neri.
Entre 1955 i 1958 s'expropiaren i enderrocaren vuit cases adossades a la Casa de l'Ardiaca, deixant visibles dues torres i part de l'aqüeducte romà.
La plaça i l'avinguda van ser objecte d'una excavació arqueològica intensiva abans de la construcció d'un aparcament subterrani, i el 1991 va ser de nou urbanitzada. El 1994 s'hi van instal·lar les lletres Bàrcino, poema visual escultòric de Joan Brossa, al límit teòric que separa la plaça de l'avinguda.

## Descripció
El portal de la muralla romana tenia tres passos, un de central més gran per als carros i dos de laterals més petits per als vianants, i actualment només se'n conserven les dues torres de planta circular que la flanquejaven. La de la dreta està adossada al Palau del Bisbe, i d'aquí li ve el nom popular de «Portal del Bisbe». Fins al 1823 estava unida amb una volta amb la torre de l'esquerra (incorporada a la Casa de l'Ardiaca en època medieval), on hi ha una fornícula amb una imatge de sant Roc del segle xvi. També hi confluïen els dos aqüeductes que conduïen l'aigua des del riu Besòs i des de la serra de Collserola, dels quals se'n conserva l'arrencada d'un, adossada a la torre de l'esquerra, fruit d'una reconstrucció del 1958.
Actualment la plaça, de forma irregular, lleugerament triangular, queda oberta per la banda nord-est, on s'ajunta amb l'avinguda de la Catedral sense solució de continuïtat, i tan sols hi donen 3 números, que ocupen les bandes sud-oest i noroest:
- números 1-2, façana barroca del Palau del Bisbe (1782-1786).
- número 3, edifici modern entre els carrers de la Palla i dels Boters.
- número 4, el cantó de l'edifici annex (1992) del Col·legi d'Arquitectes del carrer dels Arcs, 1-3.
- número 5, la seu del Col·legi d'Arquitectes (1958-1962), entre els carrers dels Arcs i dels Capellans, amb un fris amb dibuixos de Pablo Picasso.